# Portraits in Blues Vol.3 (Otis Spann)
Portraits in Blues Vol.3 è un album di Otis Spann, pubblicato dalla Storyville Records intorno al 1970 (il vinile non reca la data di pubblicazione ma dal numero di codice del disco dovrebbe essere stato stampato nei primissimi anni settanta). Nel 1991 venne realizzata dalla stessa casa discografica l'edizione su CD con il titolo di Blues Masters Vol.10 (14 brani), mentre nel 1996 fu messa in commercio dalla Analogue Productions Records (vedi sotto) con il titolo di Good Morning Mr. Blues (anch'esso con 14 brani). Il disco fu registrato il 16 ottobre 1963 a Copenaghen, Danimarca.

## Tracce
Lato A
1. Good Morning Mr. Blues – 3:15 (Otis Spann)
2. Love, Love, Love – 3:25 (Otis Spann)
3. Riverside Blues – 3:20 (Otis Spann)
4. Must Have Been the Devil – 2:50 (otis Spann)
5. Jelly Roll Baker – 3:05 (Lonnie Johnson)
6. Trouble in Mind – 3:20 (Richard Marigny Jones)

Lato B
1. Worried Life Blues – 4:05 (Otis Spann)
2. T.B. Blues – 4:10 (Otis Spann)
3. Spann's Boogie – 2:05 (Otis Spann)
4. Don't You Know – 4:20 (Otis Spann)
5. Goin' Down Slow – 4:40 (Otis Spann)

Edizione CD del 2000 dal titolo Good Morning Mr. Blues, pubblicato dalla Analogue Production Originals Records 3016
1. Good Morning Mr. Blues – 3:25 (Otis Spann)
2. Love, Love, Love – 2:31 (Otis Spann)
3. Riverside Blues – 3:23 (Otis Spann)
4. Must Have Been the Devil – 2:55 (Otis Spann)
5. Jelly Roll Baker – 4:12 (Lonnie Johnson)
6. Trouble in Mind – 3:31 (Richard Marigny Jones)
7. Worried Life Blues – 4:11 (Otis Spann)
8. T.B. Blues – 4:15 (Otis Spann)
9. Spann's Boogie – 2:16 (Otis Spann)
10. Don't Your Know – 4:31 (Otis Spann)
11. Goin' Down Slow – 4:44 (Otis Spann)
12. The Skys Are Blue – 3:36 (Otis Spann)
13. Keep Your Hands Out of My Pocket – 2:53 (Otis Spann)
14. Boots and Shoes – 3:15 (Otis Spann)

- Brani da 1 a 11 compresi nell'LP originale pubblicato nel 1972 dalla Storyville Records (SLP 157)
- Brani 12 e 13 tratti dall'album Piano Blues (artisti vari) pubblicato dalla Storyville Records (SLP 168)
- Brano 14 tratto dall'album The Best of the Blues (artisti vari) pubblicato dalla Storyville Records (SLP 188)

## Musicisti
- Otis Spann - pianoforte
- Otis Spann - pianoforte solo (brano: Spann's Boogie)
- Otis Spann - voce solista
- Lonnie Johnson - chitarra (brano: Trouble in Mind)
- Little Willie Smith - batteria